# 沙里店遗址
沙里店遗址，位于山东省威海市文登市文登营乡沙里店，是中华人民共和国山东省文物保护单位之一。
1977年12月23日，授予山东省文物保护单位，是一座古遗址。